# Rascal (dessinateur)
Pour les articles homonymes, voir Rascal.
Pascal Nottet dit Rascal, né le 24 juin 1959 à Namur, est un écrivain, scénariste de bande dessinée et illustrateur belge de littérature jeunesse, de langue française.

## Biographie
Pascal Nottet naît le 24 juin 1959 à Namur,. Autodidacte, il a fait plusieurs métiers, de la publicité, des affiches, avant de se consacrer au livre pour enfants.
Il a été conférencier à l'école d'art La Cambre, à Bruxelles, dans l'option communication graphique et visuelle.
C'est un prolifique auteur et illustrateur d'albums pour l'enfance. Ses textes sont le plus souvent illustrés par d'autres illustrateurs (Isabelle Chatellard, Claude K. Dubois, Edith, Peter Elliott, Stéphane Girel, René Hausman, Louis Joos, Pascal Lemaître), parfois par son fils Marius ou par lui-même.
Ses albums sont publiés par L'École des loisirs. Ils sont appréciés pour leur ambiguïté et la cruauté qu'ils sous-entendent, bien qu'ils s'adressent aux tout-petits.
En 1993, l'ouvrage qu'il a écrit Escales : carnet de croquis obtient la "Mention" Premio Grafico Fiera di Bologna per l'Infanzia de la Foire du livre de jeunesse de Bologne (Italie) sur des illustrations de Louis Joos.
Il reçoit le Grand prix triennal de Littérature de jeunesse de la Communauté française 2009-2012 pour l’ensemble de son œuvre. Il la définit ainsi lui-même : « Je ne veux pas dire ou raconter, j’espère juste être capable de transmettre une émotion. C’est mon seul souci. J’écris des histoires d’enfance. »
En 2018, il est sélectionné pour la troisième année d'affilée pour le prestigieux prix suédois, le prix commémoratif Astrid-Lindgren.

### Vie privée
Il demeure à Soignies dans la province de Hainaut.

## Œuvre

### Bande dessinée
- Au vent mauvais[5], Futuropolis, Paris, 7 mars 2013
Scénario : Rascal - Dessin et couleurs : Thierry Murat -  (ISBN 978-2-7548-0728-9)

### Collectif
- Nous, Tintin[6], Les Éditions du Lion, Bruxelles, 1987
Scénario et dessin : collectif dont Pascal Nottet - Couleurs : quadrichromie -  (ISBN 2-87226-000-5),Préface : Wim Wenders. 36 couvertures imaginaires pour une aventure de Tintin.

### Illustrateur
- Nos amies les bêtes, texte de Léo Rau, L'École des loisirs, Pastel, 2011  (ISBN 9782211206914)
- En toutes lettres, texte de Marie Colot, Alice Jeunesse, 2012
- Souvenirs de ma nouvelle vie, texte de Marie Colot, Alice Jeunesse, coll. « Deuzio », 2013
- Le Plus Joli des rêves, texte de Nathalie Brisac, L'École des loisirs, coll. « Mouche », 2013  (ISBN 9782211214056)
- J'ai vu, texte de Cendrine Genin, L'École des loisirs, Pastel, 2014
- Combien de questions, texte de Cendrine Genin, L'École des loisirs, Pastel, 2015
- Les Baleines préfèrent le chocolat, texte de Marie Colot, Alice Jeunesse, 2015  (ISBN 978-2-87426-255-5)
- Le Poète et la Méchante Humeur, texte de Jean-Marie Barnaud, Cheyne, 2018  (ISBN 9782841162444).
- Si tu as peur du noir, texte de Schéhérazade Zeboudji, L'École des loisirs, Pastel, 2019

## Adaptation de son œuvre
En spectacle
- La Mélopée du phare : le conte du dernier gardien[11], d'après l'ouvrage Le Phare des sirènes, texte de Rascal, illustrations Régis Lejonc, publié en 2007 ; conception Fabien Bondil ; adaptation Brice Berthoud ; musique Gabriel Fabing ; scénographie Brice Berthoud ; marionnettes Yseult Welschinger ; coproduction Compagnie la Valise, l'Illiade à Illkirch, l'Hectare de Vendôme... et al. ; avec Fabien Bondil ; création 2013.

## Prix et distinctions
- 1993 :  "Mention" Premio Grafico Fiera di Bologna per l'Infanzia de  la Foire du livre de jeunesse de Bologne[3](it) pour  Escales : carnet de croquis, illustrations de Louis Joos.
- 1997 :  prix Québec-Wallonie-Bruxelles de littérature de jeunesse[12] pour Le Voyage d'Oregon, illustrations de Louis Joos ;
- 2001 :  prix Sorcières, Catégorie Premières lectures pour Côté cœur, avec Stéphane Girel ;
- 2003 :  prix Sorcières[12] Catégorie Albums pour Ami-Ami, avec Stéphane Girel ;
- 2008 : 
  -  prix Chrétien de Troyes[12] pour Le Phare des sirènes avec Régis Lejonc ;
  -  prix Scam Belgique (Société civile des auteurs multimédia, Belgique), catégorie Texte et image [13] ;
- 2009-2012 : Grand Prix Triennal de Littérature de Jeunesse de la Fédération Wallonie-Bruxelles[12], pour l'ensemble de son œuvre ;
- 2012 : (international) « Honour List »[14] de l' IBBY pour  En 2000 trop loin  ;
- 2013 : Prix Libbylit[12] de l' IBBY, Catégorie Album belge pour Les Trois Petits Cochons ;
- 2014 :  prix spécial du Prix Petit Angle[12] pour Beau jour tout blanc ;
- 2016, 2017 et 2018 :  Sélections Prix commémoratif Astrid-Lindgren[4].

### Livres
: document utilisé comme source pour la rédaction de cet article.
- Pascale Eben et Karine Magis, Répertoire des auteurs et illustrateurs de livres pour l'enfance et la jeunesse en Wallonie et à Bruxelles, Bruxelles, Wallonie-Bruxelles International, 2014, 192 p., ill. ; 26 cm (ISBN 9782930758008 et 2930758007, OCLC 944278134, lire en ligne), p. 172. .

### Périodiques
- Marie-Hélène Porcar, « Le souffle de la vie ou la part de l'enfance : à propos de Rascal », Lire écrire à l'école (CRDP de Grenoble), no 12, janvier 2001, p. 29-33
- Sylvie Neeman, « Rascal, un auteur. Au détour des contes », Parole (Institut Suisse Jeunesse et Médias), no 50, hiver 2001, p. 27-31
- Benjamin Moreau, Oregon ou l'errance vers le Moi, Cahiers Robinson (Université d'Artois), no 16, 2004, p. 155-162
- Yvanne Chenouf, « Rascal : lire ? faire avec les attrapes du monde », in Thierry Orpillard, Yvanne Chenouf, Aux petits enfants les grands livres, Paris, Association française pour la lecture, 2007, p. 83_87
- Isabelle Decuyper, « Rascal : un auteur prolifique récompensé », Lectures (Service général des Lettres et du Livre de la Fédération Wallonie-Bruxelles), no 163, novembre-décembre 2009, p. 39-41.

### Entretiens
- « Rascal ou le dessinateur écrivain », entretien, Livres au trésor, Sélection 1994 (Livres au trésor, Centre de ressources sur le livre de jeunesse en Seine-Saint-Denis, Ville de Bobigny/Conseil général de Seine-Saint-Denis), décembre 1994, p. 16-17
- Paule Bichi, Christianne Berruto, Stéphane Oualid et Mireille Teppa, « Rencontre avec Rascal, ou pourquoi enseigner la littérature », Les Actes de lecture (Association française pour la lecture, n°67, septembre 1999, lire en ligne (consulté le 9 septembre 2023)
- Le Monde de Rascal : Entretien avec Maggy Rayet, Paris, L'École des loisirs, 2012, 31 p., PDF (lire en ligne)